# Ласт Ченс

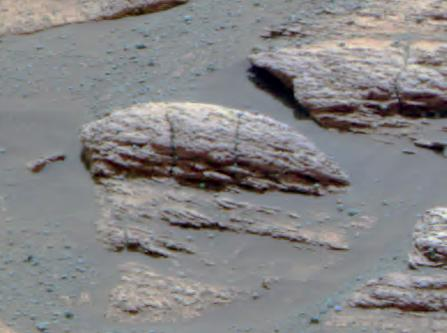
Гірське оголення «Ласт Ченс», знімок марсохода Оппортьюніті.

«Ласт Ченс» (англ. Last Chance, МФА: — Останній шанс) — шарувате скельне оголення, виявлене марсоходом Оппортьюніті в березні 2004 року. Оголення знаходиться недалеко від місця посадки марсохода (кратер  Ігл) на плато Меридіана, в точці з координатами 1°54′ пд. ш. 354°30′ сх. д. / 1.9° пд. ш. 354.5° сх. д.. Знімки, передані Оппортьюніті довели, що оголення є  пластовим. У підстави скелі, можна помітити шари, які спрямовані вниз під ухилом вправо. Товщина шарів становить 1-2 см.